# 弗亞佐韋 (哈爾科夫區)
50°0′35″N 35°52′43″E / 50.00972°N 35.87861°E
弗亞佐韋（烏克蘭語：В'язове）是位於烏克蘭東部的村莊，由哈爾科夫州哈爾科夫區的索洛尼齊夫卡市鎮負責管轄。該村始建於1747年，面積0.15平方公里，海拔高度144米，2001年人口31，人口密度每平方公里205.3人。